# Richard Spiering
Richard Spiering (* 23. September 1861 in Wittenberg; † nach 1930) war ein deutscher Marine-Obergeneralarzt der Kaiserlichen Marine.

## Leben
Richard Spiering war ein Sohn des Oberstabsarztes Hermann Spiering. Von 1870 bis 1878 besuchte er die Realschule in Halberstadt und anschließend auch dort bis 1881 das Gymnasium. Nach dem Abitur zu Ostern 1881 begann er ein Studium am Medizinisch-Chirurgischen Friedrich-Wilhelm-Institut. Von April bis Oktober 1881 war er im Garde-Grenadier-Regiment 1. 1885 promovierte er mit dem Thema 100 Fälle von Craniotomie aus der Klinik und Poliklinik des Geh. Raths Prof. Dr. Gusserow zu Berlin.
Am 1. April 1881 trat er in die Kaiserliche Marine ein. Zum 15. Mai 1886 erhielt er das Patent als Assistenzarzt 2. Klasse. 1906 war er als Marine-Generaloberarzt Chefarzt am Marinelazarett Kiel und wurde von hier Ende 1907 Garnisonsarzt und Vorstand des Sanitätsdepots Wilhelmshaven. Am 13. Mai 1909 erfolgte seine Beförderung zum Marine-Generalarzt. Er wurde später Stationsarzt der Marinestation der Nordsee und Vorstand des Sanitätsamtes der Marinestation der Nordsee in Wilhelmshaven. Mitte Februar 1912 wurde er verabschiedet.
Später wurde er reaktiviert und war bis März 1915 Chefarzt am Reserve-Lazarett Stadthalle Heidelberg, dann bis September 1915 in der Kriegslazarett-Direktion des Gardekorps und kam bis Mai 1916 als Garnisonsarzt nach Graudenz. Anschließend war er bis Kriegsende in der Versorgungsabteilung des XVIII. Armee-Korps.
Nach dem Krieg erhielt er am 17. Oktober 1919 den Charakter als Marine-Obergeneralarzt mit RDA zum 29. Januar 1918 verliehen.